# 奥罗斯-贝特卢
奥罗斯-贝特卢（西班牙語：Oroz-Betelu）是西班牙纳瓦拉的一个市镇。总面积24平方公里，总人口210人（2001年），人口密度9人/平方公里。